# Чиверьово
Чиверьо́во (рос. Чиверёво) — присілок у складі Митищинського міського округу Московської області, Росія.

## Населення
Населення — 161 особа (2010; 168 у 2002).
Національний склад (станом на 2002 рік):
- росіяни — 93 %